# Liceo Artístico y Literario (Almería)

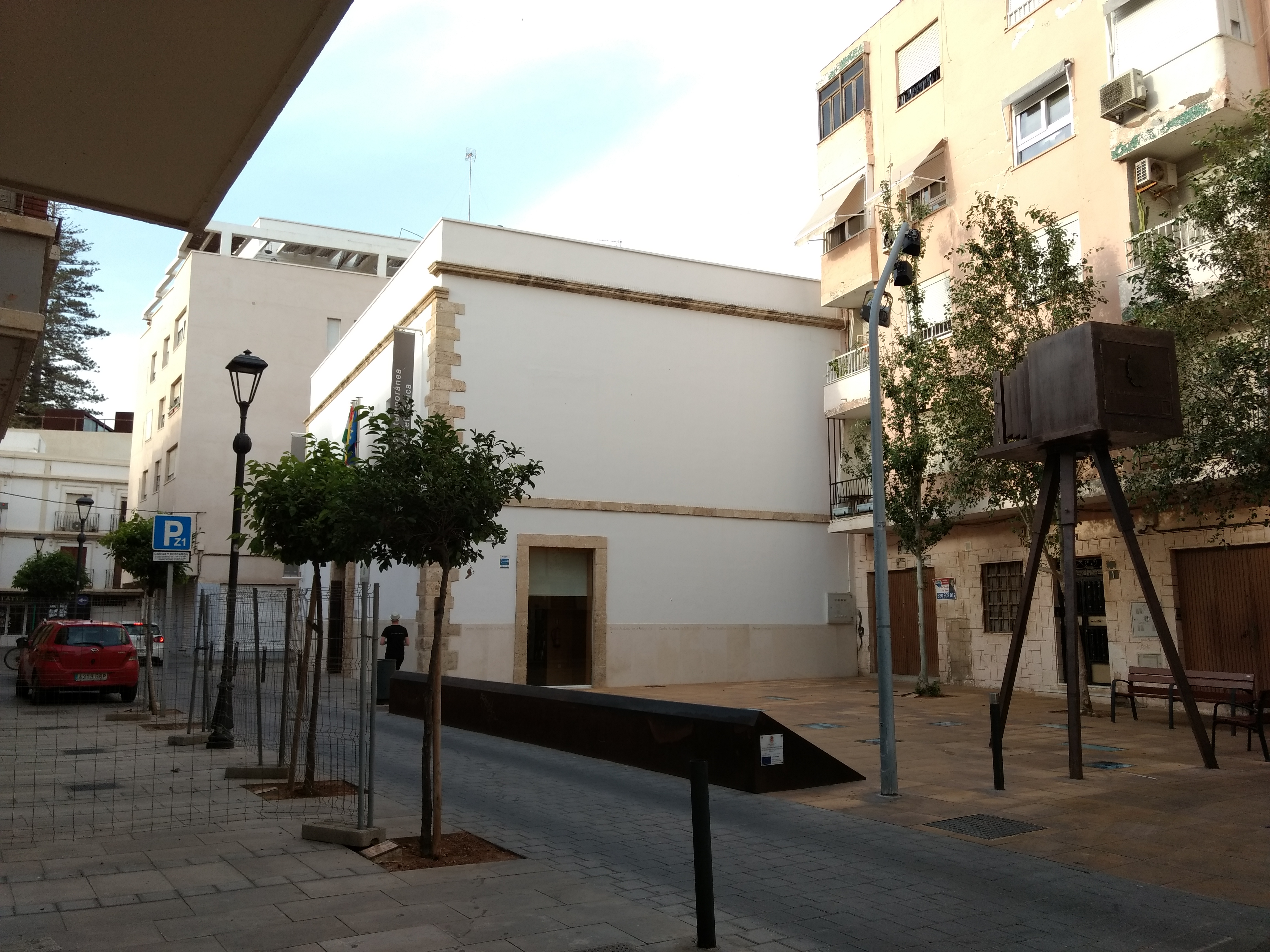

El Liceo Artístico y Literario o, simplemente, el Liceo fue una institución cultural decimonónica de la ciudad de Almería (Andalucía, España) cuyo nombre se aplica por extensión al edificio que la albergó, sede actualmente del Centro Andaluz de la Fotografía.

## Historia y descripción del edificio
Situado en la calle pintor Díaz Molina, se conocen pocos datos sobre los orígenes de este edificio, pues los documentos al respecto han desaparecido a lo largo del tiempo. Su estructura diáfana, distribuida en torno a un patio central rectangular, hace suponer sus orígenes entre los siglos XVI y XVIII. José Ángel Tapia Garrido lo relaciona con actividades comerciales desarrolladas por mercaderes extranjeros (quizá genoveses), tanto por su estructura como por su ubicación en las cercanías de la antigua Puerta del Mar, y supone que fue construido en el solar de una lonja anterior. Fue en la primera mitad del siglo XIX cuando pasó a acoger el Liceo Artístico y Literario.